# MGM-13 Mace
 (septembre 2017).
Si vous disposez d'ouvrages ou d'articles de référence ou si vous connaissez des sites web de qualité traitant du thème abordé ici, merci de compléter l'article en donnant les références utiles à sa vérifiabilité et en les liant à la section « Notes et références ».
Le Martin Mace était un missile de croisière tactique développé à partir du Martin MGM-1 Matador. Il a été remplacé par le missile MGM-31 Pershing ainsi que par le BGM-109G Gryphon.

## Histoire

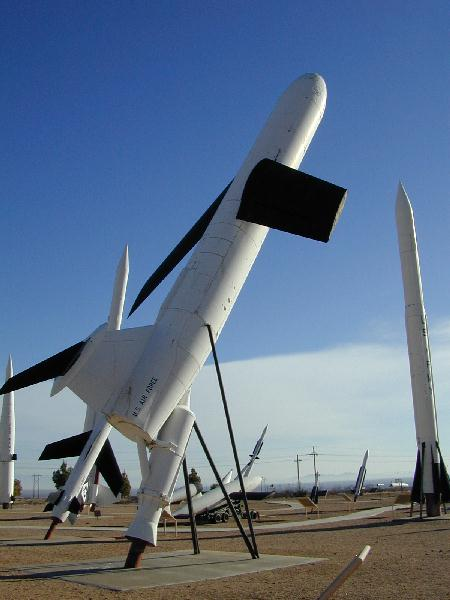
Missile Matador-Mace.

Le développement du Mace, qui était conçu comme une version améliorée du MGM-1 Matador, débuta en 1954. Tout comme le Matador, le Mace était un missile sol-sol tactique lancé depuis le sol et conçu pour détruire des cibles terrestres avec une bombe Mk 28 d'une puissance d'une mégatonne. Sa première désignation était TM-76, puis MGM-13.
La version MGM-13 A était lancée à partir d'une plate-forme mobile, tandis que la version MGM-13B était lancée à partir d'un silo.
Le premier tir du Mace eut lieu en 1956. Le missile pouvait atteindre une vitesse de Mach 0,7 à Mach 0,85. Sa portée était de 870 kilomètres à basse altitude et 2 068 kilomètres à haute altitude. Le développement des missiles Mace "B" commença en 1954 ; par rapport au "A", les "B" disposaient d'un fuselage plus long, d'ailes plus courtes et d'une masse supérieure. De plus, le "B" disposait d'un système de guidage par inertie insensible au brouillage (désigné TM-76B), et leur portée dépassait 2 100 kilomètres. Afin de favoriser la mobilité, Martin conçu les ailes du Mace afin qu'elles puissent être pliées pendant le transport (les ailes du Matador étaient transportées séparément et fixées au fuselage avant le vol).
L'USAF a déployé le Mace en Allemagne de l'Ouest en 1959. Il a été utilisé conjointement avec le MGM-1 Matador jusqu'au retrait du service de celui-ci en 1962. Presque 200 TM-61 et TM-76 ont été déployés par six escadrons en Europe, 48 Mace étant en alerte le 25 octobre 1962 lors de la crise de Cuba. En Corée du Sud, 60 TM-61 furent déployés en 1959 et ce jusqu'en 1962.
Les missiles "B" commencèrent leur déploiement à Okinawa en 1961. Deux escadrons de TM-76B/MGM-13C sont restés opérationnels jusqu'en décembre 1969.
À l'issue du service opérationnel du Mace, quelques missiles ont été utilisés comme cibles volantes, en raison de leur taille et de leurs performances similaires à celles d'avions pilotés.